# آن إيفانز (شاعرة)
آن إيفانز (بالإنجليزية: Anne Evans)‏ (1820 في المملكة المتحدة - 1870)؛ كاتِبة وشاعرة بريطانية.